# Rifugio Firenze
Il rifugio Firenze in Cisles (in ladino Utia de Ncisles, in tedesco Regensburger Hütte) si trova a 2.040 m, all'interno del parco naturale Puez-Odle in provincia di Bolzano.
Il rifugio si trova sull'ampia Alpe di Cisles (in ladino Ncisles, in tedesco Cislesalm), sul versante meridionale del gruppo delle Odle, sul versante settentrionale della val Gardena. Proprio da Santa Cristina Valgardena, con la cabinovia Col Raiser è possibile raggiungere in 15 minuti il rifugio.

## Storia
Il rifugio fu costruito nel 1889 dalla sezione di Ratisbona del Deutscher und Österreichischer Alpenverein. Ancora oggi il nome in tedesco del rifugio si riferisce alla città di Ratisbona (in tedesco Regensburg)
Nel 1920 il rifugio passò alla proprietà del CAI di Firenze. Nel 2010, per effetto dello statuto sulle autonomie locali, la proprietà è passata alla Provincia autonoma di Bolzano.

## Accessi
È possibile raggiungere il rifugio:
- da Santa Cristina Valgardena (1.400 m), in 1,5 ore
- da Selva di Val Gardena (1.540 m), in 1,5 ore. Il sentiero parte da località Daunei, a monte dell'abitato di Selva (circa 1.700 m s.l.m.) ed è una bella via di accesso anche d'inverno, ciaspole ai piedi
- da Ortisei (1.236 m), in 2,5 ore
- dal rifugio Fermeda, in mezz'ora
- dal rifugio Malga Brogles, attraverso il dosso di Fontana Bianca e la forcella de Mesdì (2.760 m), in 3 ore, oppure attraverso la forcella Pana (2.456 m), in 2 ore
- dal rifugio Puez, attraverso la forcella Forces de Sielles (2.505 m), in 2,5 ore
- dal rifugio Genova
  - attraverso la forcella Munt de l'Ega (2.643 m), in 4 ore,
  - attraverso la forcella della Roa (2.617 m), in 4 ore

## Ascensioni
Dal rifugio è possibile raggiungere 
- la cima del Sass Rigais (3.025 m), attraverso l'omonima via ferrata, in 3 ore
- Furchetta (3.025 m), 1 grado, 3 ore
- Grande Fermeda (2.873 m)
- Piccola Fermeda (2.814 m)
- Piz Duleda (2.900 m)
- Col dala Pieres e Monte Stevia
- Piz de Puez
- Piz Duleda

## Traversate
Dal rifugio Firenze è possibile raggiungere 
- il rifugio Fermeda (2.111 m), in mezz'ora
- il rifugio Malga Brogles (2.045 m), attraverso la forcella de Mesdì (2.760 m) e il dosso di Fontana Bianca, in 2,5 ore, oppure attraverso la forcella Pana (2.456 m) in 2 ore
- il rifugio Genova (2.297 m), attraverso la forcella Munt da l'Ega (2.642 m), in 3 ore
- il rifugio Puez (2.475 m), attraverso la forcella Forces de Sielles (2.505 m), in 3 ore
- il rifugio Stevia in circa 2 ore e 30.

## Galleria d'immagini

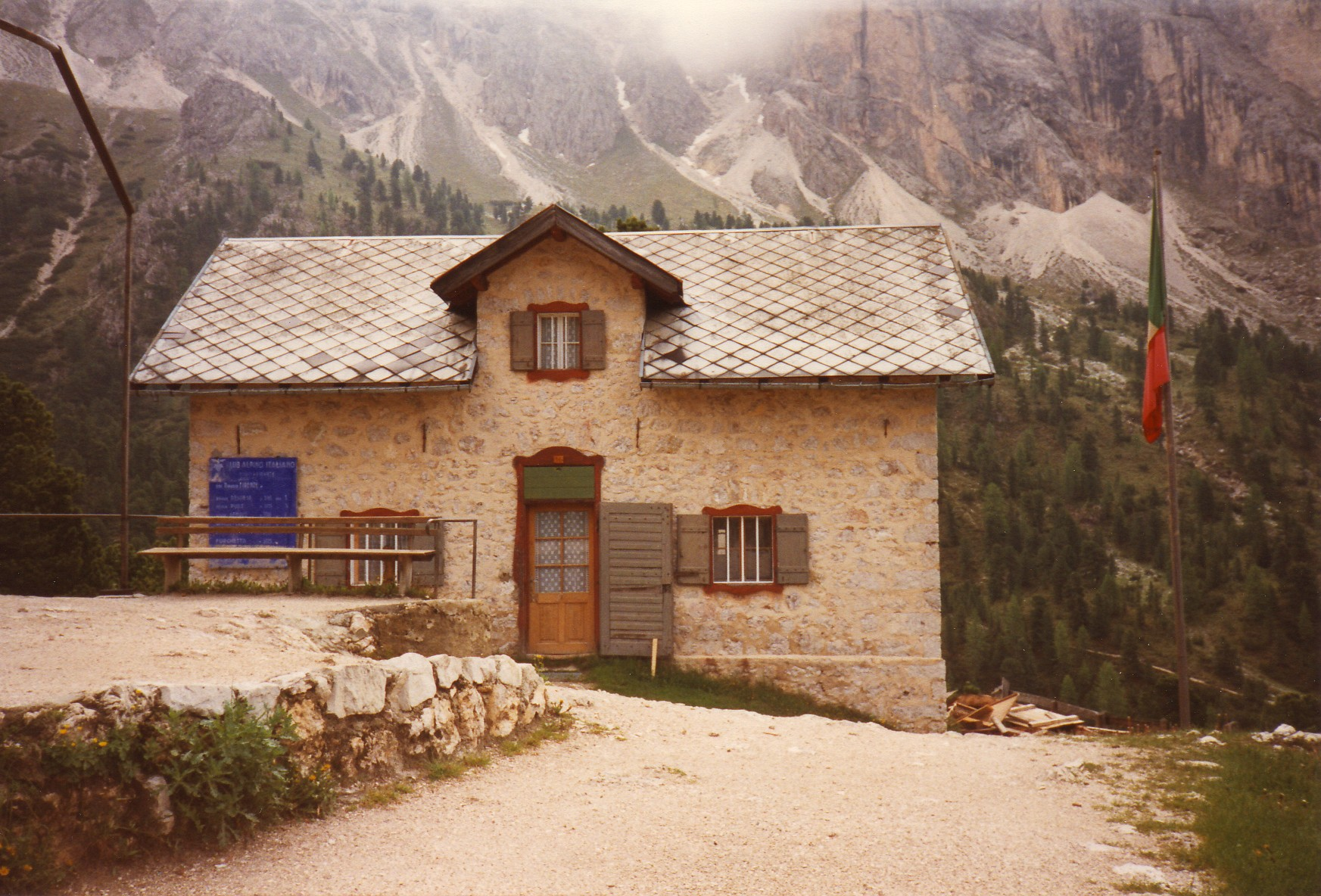
Dépendance del rifugio Firenze
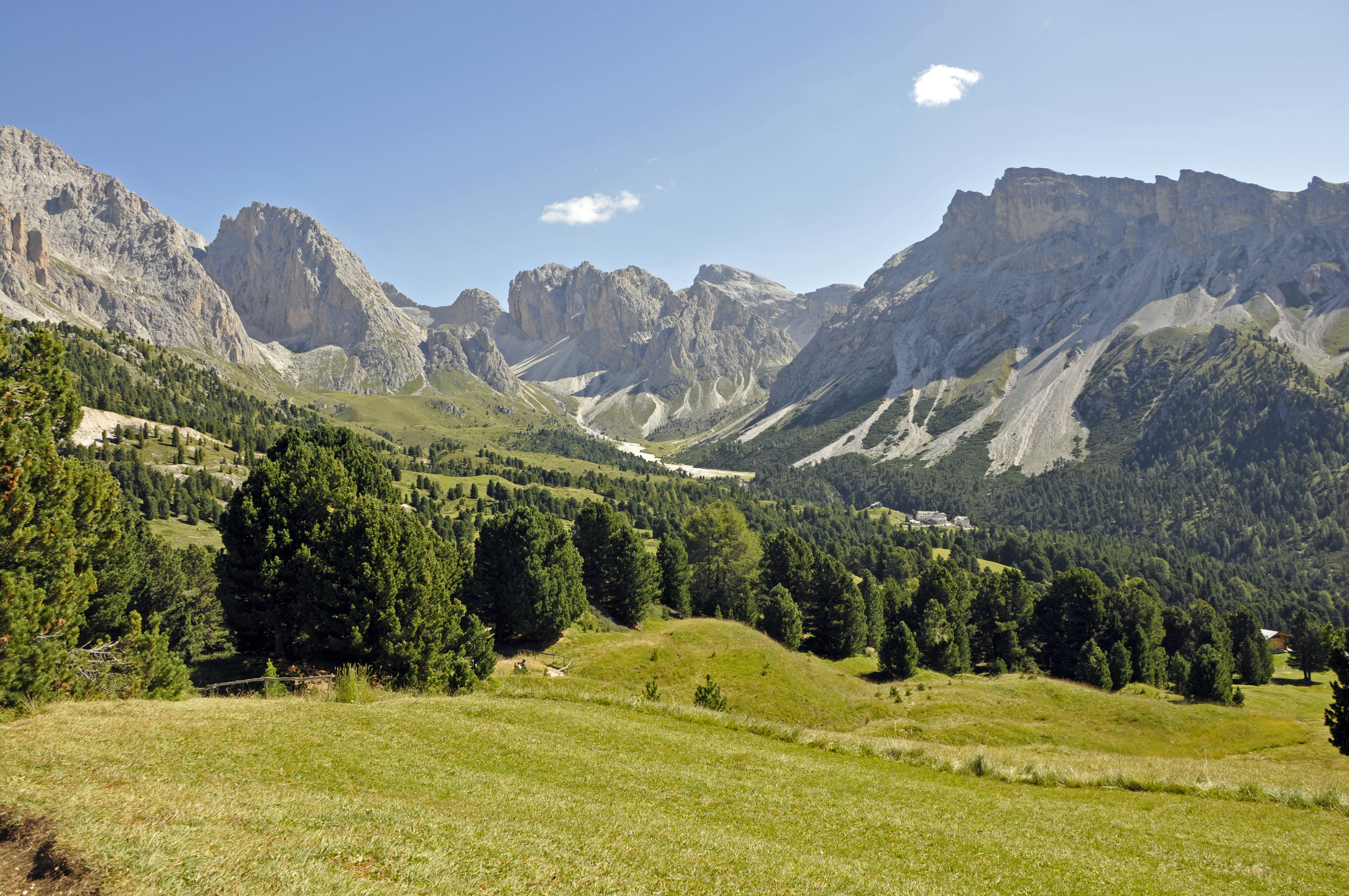
Il rifugio sull'alpe di Cisles